# Пілацька Ольга Володимирівна
Ольга Володимирівна Пілацька (30 липня 1884, місто Москва, тепер Російська Федерація — розстріляна 22 грудня 1937) — радянська діячка, професійна революціонерка, завідувач жіночого відділу ЦК КП(б)У. Кандидат в члени ЦК КП(б)У в грудні 1925 — листопаді 1927 р. Член ЦК КП(б)У в листопаді 1927 — січні 1938 р. Член Організаційного бюро ЦК КП(б)У в листопаді 1927 — травні 1937 р. Кандидат у члени Секретаріату ЦК КП(б)У в квітні 1929 — червні 1930 р.

## Біографія
Народилася в родині робітника-механіка. У 1901 році закінчила Єрмоло-Маріїнське жіноче училище. З 1901 року навчалася на фельдшерських курсах при Єкатерининській лікарні.
Член РСДРП(б) з 1904 року. Учасниця Грудневого збройного повстання 1905 року в Москві, член Міського районного комітету РСДРП Москви. Завідувала складом партійної літератури при Московському комітеті РСДРП, брала участь в організації страйків друкарів Москви.
У 1909—1910 роках — член Російського бюро ЦК РСДРП. У лютому 1910 року заарештована в Москві, у вересні 1910 року вислана в місто Саратов, де перебувала під наглядом поліції.
У січні 1911 року емігрувала і разом з чоловіком Загорським працювала в осередках більшовиків в Лейпцигу (Німеччина) та Лондоні (Англія), була зв'язковою з доставки нелегальної літератури в Росію.
У 1914 році повернулася в Російську імперію, вела підпільну більшовицьку роботу в Нижньому Новгороді та Москві. Після Лютневої революції 1917 року — член Міського районного комітету РСДРП(б) Москви, партійний організатор Міського району Москви. У жовтневі дні 1917 року — член та секретар Міського районного військово-революційного комітету, член штабу Червоної гвардії Міського району Москви.
З жовтня 1917 року — народний суддя, член колегії Московського народного суду. З 1918 року — слідча і член колегії особливого відділу Московської губернської надзвичайної комісії (ЧК).
У 1921—1922 роках — в Головному управління політичної просвіти при Народному комісаріаті освіти РРФСР; секретар агітаційно-пропагандистського відділу ЦК РКП(б).
У червні 1922—1925 роках — заступник завідувача агітаційно-пропагандистського відділу Катеринославського губернського комітету КП(б)У, завідувач агітаційно-пропагандистського відділу Центрального районного комітету КП(б)У міста Катеринослава. У січні 1925—1926 роках — завідувач агітаційно-пропагандистського відділу Катеринославського губернського (окружного) комітету КП(б)У.
У квітні 1926—1930 роках — завідувач Центрального відділу робітниць і селянок (жіночого відділу) ЦК КП(б)У. Одночасно, в 1927—1937 роках — член Президії Всеукраїнського Центрального Виконавчого Комітету.
У 1930—1937 роках — заступник голови Державної планової комісії при РНК Української СРР (керувала сектором праці, науки, культури та охорони здоров'я). Одночасно, у 1932—1934 роках — директор Інституту червоної професури при ВУЦВК, у 1934—1936 роках — директор Інституту історії партії та Жовтневої революції на Україні при ЦК КП(б)У.
У 1937 році заарештована органами НКВС. Розстріляна 22 грудня 1937 року. Посмертно реабілітована.